# فرانسیز ایمز
فرانسیس آمس (‎/ˈfrɑːnsɪz eɪmz/‎؛ ۲۰ آوریل ۱۹۲۰–۱۱ نوامبر ۲۰۰۲) متخصص مغز و اعصاب، روانپزشک و فعال حقوق بشر در آفریقای جنوبی بود که بیشتر به خاطر رهبری تحقیقات اخلاق پزشکی در مورد مرگ یک فعال ضد آپارتاید به نام استیو بیکو شناخته شده بود که پس از شکنجه توسط پلیس در اثر بی‌توجهی پزشکی درگذشت. ایمز در پیگیری عدالت، امنیت شخصی و شغلی دانشگاهی خود را به خطر انداخت و این اختلاف را به دادگاه عالی آفریقای جنوبی منتقل کرد، جایی که سرانجام در سال ۱۹۸۵ برنده این پرونده شد.
آمس که در پرتوریا متولد شد و در فقر در کیپ تاون بزرگ شد، اولین زنی شد که در سال ۱۹۶۴ مدرک دکترای پزشکی را از دانشگاه کیپ‌تاون دریافت کرد. امس اثرات حشیش روی مغز را مورد مطالعه قرار داد و چندین مقاله در این زمینه منتشر کرد. وی با مشاهده مزایای درمانی حشیش روی بیماران در بیمارستان خود، به یکی از طرفداران اولیه قانونی برای استفاده از ماری‌جوآنای طبی تبدیل شد. وی پیش از بازنشستگی در سال ۱۹۸۵، رئیس بخش عصب‌شناسی بیمارستان Groote Schuur بود. در سال ۱۹۹۹، نلسون ماندلا به دلیل فعالیت خود به نمایندگی از حقوق بشر، به آیمس ستاره آفریقای جنوبی، بالاترین جایزه غیرنظامی کشور، را اهدا کرد.